# Ini (Goldschmied II)
Ini (auch Ana) war ein altägyptischer Goldschmied („Goldschmied des Goldhauses, der die Götter[statuen] bildet“), der in der 19. Dynastie tätig war.
Ini ist von einer Totenstele bekannt, die für die Goldschmiede Paraemheb und Painehesi errichtet wurde. Paraemheb ist Inis Vater. Die beiden Inhaber der Totenstele werden ebenso als Brüder bezeichnet wie vier weitere abgebildete Goldschmiede, die durch Possessivartikel als „sein Bruder“ bezeichnet werden. Es ist nicht ganz klar, auf welchen Bruder sich diese Verwandtschaft bezieht, aber wenn die beiden Besitzer der Stele ohnehin Brüder sind, dürfte es sich auf alle Abgebildeten untereinander beziehen, die offenkundig aus einer Familie von Goldarbeitern stammten. Die vier anderen abgebildeten Goldschmiede Ptahmose, Sutaa, Chensuhetep und Imenrachau sind somit offenbar wie Painehesi Onkel des Ini gewesen. Inis Titel wird mit „Goldschmied des Goldhauses, der die Götter[statuen] bildet“ angegeben, somit war er im Schatzhaus tätig, wo er Statuen aus Gold herstellte und Statuen aus anderen Materialien vergoldete.
Der Fundort der Stele mit ihren drei Bildregistern ist unbekannt. Sie gehört heute zur Sammlung des British Museum in London. Ini ist möglicherweise mit einem zweiten Goldschmied des Namens identisch.